# Rachel Homan
Rachel Homan (Ottawa, 5 april 1989) is een Canadees curlingspeelster.

## Carrière
Homan startte al op jonge leeftijd met curling. Ze mocht in 2010 de provincie Ontario vertegenwoordigen tijdens het Canadees kampioenschap voor junioren. Haar team won de titel zonder een verloren wedstrijd, en deed vervolgens mee met het wereldkampioenschap in Zwitserland. Het team wist de finale te bereiken, maar verloor hier van het Zweedse team met Anna Hasselborg als skip.
Tijdens het wereldkampioenschap curling vrouwen in 2017 behaalde Homans team goud in de finale tegen het Russische team van Anna Sidorova. Zeven jaar later behaalde ze een tweede wereldtitel door in de finale viervoudig titelverdediger Zwitserland te verslaan. Een jaar later verdedigde ze haar wereldtitel met succes.
In 2018 nam Homan deel aan de Olympische Winterspelen, alwaar ze als zesde eindigde. Het was voor het eerst in de geschiedenis dat het Canadese team geen medaille wist te winnen.

## Palmares
Wereldkampioenschap
- 2017:  Peking, China
- 2024:  Sydney, Canada
- 2025:  Uijeongbu, Zuid-Korea
- 2014:  Saint John, Canada
- 2013:  Riga, Letland

Pan-continentaal kampioenschap
- 2024:  Lacombe, Canada

Canadees kampioenschap
- 2013:  Kingston
- 2014:  Montréal
- 2017:  St. Catharines
- 2024:  Calgary
- 2019:  Sydney
- 2020:  Moose Jaw
- 2021:  Calgary
- 2015:  Moose Jaw